# CFA Institute
CFA Institute är en global ideell organisation som erbjuder utbildning och certifiering av professionella investerare. Institutet använder sig av fortbildningskonferenser, seminarier, webbsändningar och publikationer som verktyg för att förmedla kunskap om utvecklingen inom finansbranschen.
Organisationen erbjuder flera olika certifieringar inom finans och investering, inklusive beteckningen Chartered Financial Analyst (CFA).  CFA Institute håller också i tävlingen CFA Institute Research Challenge för universitetsstudenter och driver en egen forskningsstiftelse. CFA Institute har sitt huvudkontor i Charlottesville, Virginia, USA. Organisationen har kontor världen över, inklusive i New York City, Washington, DC, London, Hong Kong, Bombay, Peking, Shanghai och Abu Dhabi.
Fyra föreningar för finansanalytiker i Boston, Chicago, New York och Philadelphia ingick ett samarbete 1947. År 1962 skapade man beteckningen Chartered Financial Analyst (CFA) och upprättade en gemensam uppförandekod. Året efter utexaminerades de första 268 eleverna från CFA-utbildningen. År 2004 bytte organisationen namn från Association for Investment Management and Research till CFA Institute.